# Gyulagarak
Gyulagarak (en arménien Գյուլագարակ) est une communauté rurale du marz de Lorri en Arménie. En 2008, elle compte 2 214 habitants.
Le gymnaste Hrant Shahinyan (1923-1996), double champion olympique, y est né.